# Travisia carnea
Travisia carnea är en ringmaskart som beskrevs av Addison Emery Verrill 1873. Travisia carnea ingår i släktet Travisia och familjen Opheliidae. Inga underarter finns listade i Catalogue of Life.